# الكتاب الأبيض (كتاب)
الكتاب الأبيض هو كتاب ألفه العقيد الراحل معمر القذافي عام 2000م وفيه يعرض حلولاَ للقضية الفلسطينية الإسرائيلية التي تمثل أهم قضايا الصراع العربي إذ لا تختلف معظم مكونات النسيج العربي سياسيا ودينيا واجتماعيا على أن الصراع العربي الإسرائيلي هو أكبر قضايا الأمة العربية منذ التحرر من الاستعمار الحديث بغض النظر عن الاختلاف في كيفيات التناول لها، وكذلك قدرة الأمة على صياغة مشروع لإدارة الصراع. ويحتوي الكتاب على عدة فصول وأهمها. ويتكون الكتاب الأبيض نقاطا وأهمها المعركة مع الاستعمار وأهمية وجود إسرائيل أميركيا.المستوى الفلسطيني/الإسرائيلي. وهو الكتاب الذي قدم مقترح دولة إسراطين.
ويعرض القذافي في كتابه عن الحلول لقيام دولة فلسطينية منذ مؤتمر مدريد الذي يعرّف فلسطين جغرافيا على الأراضي التي احتلتها إسرائيل عام 1967، وهو ما عارضه القذافي الذي يقول أن فلسطين هي ألأرض التي احتلت من إسرائيل عام 1948.
ويستنكر القذافي في كتابه الاعتراف بالوجود اليهودي في فلسطين- من حيث التوزيع الديموغرافي أو المصالح الاقتصادية، إذ يوجد الآن أكثر من مليون فلسطيني يحمل الجنسية الإسرائيلية هم من يعرفون في وسائل الإعلام بعرب إسرائيل، وهناك الآلاف من المستوطنين اليهود في كل من الضفة الغربية وقطاع غزة.
إسراطين هي مقترح حل قدمه الزعيم الليبي الراحل معمر القذافي في كتابه الأبيض لحل المشكلة الإسرائيلية - الفلسطينية بدمج الدولتين في دولة واحدة ديمقراطية من أجل التعايش السلمي. يجميع الاسم بين كلمتي إسرائيل وفلسطين. ويقوم اقتراح القذافي يقوم على أن المساحة بين النهر والبحر ليست كافية لإقامة دولتين، إسرائيلية وفلسطينية، والحل يكمن في التعايش داخل دولة واحدة يقترح لها اسم «إسراطين» كما يلخص الاقتراح في كتابه الجديد «الكتاب الأبيض» مشيرا إنها مجسدة فعلا بوجود المستوطنات الإسرائيلية إلى جانب المدن الفلسطينية في الضفة وغزة. ويرى القذافي إن جوهر الصراع هو أن طرفين «يتنازعان على قطعة أرض هي فلسطين» لكن أحد الأطراف يعلن دولته عليها «من جانب واحد ويسميها باسمه»، معتبرا مثل هذا الإعلان أمرا باطل.
على الرغم من أن الاعتقاد السائد يتجه إلى أن القذافي هو صاحب فكرة دولة اسراطين المفترضة، وهو من نحت اسمها، إلا أن هناك ما يشير إلى أن القذافي، ربما اقتبس الفكرة وحتى الاسم من مواطن فلسطيني عادي، طرحها قبل عدة عقود، من ظهور القذافي على المسرح السياسي العربي. واسم هذا الفلسطيني هو أنطون يعقوب إبراهيم الأعمى، ومكنى بـ (أبو جمال)، قدم اقتراحًا في عام 1937، بإعلان دولة عربية يهودية واحدة في فلسطين باسم (اسبرا نطين). ويقول الأكاديمي والمؤرخ الفلسطيني عدنان مسلم الذي تحدث عن اقتراح الأعمى في كتابه (صفحات مطويات من تاريخ فلسطين في القرن العشرين) بأن «الاستقطاب السياسي الأساسي الذي أدى إلى اندلاع الثورة العربية في عام 1936 حدا باللجنة الملكية الفلسطينية، المعروفة باسم لجنة بيل، عام 1937، لأن توصي في جملة ما أوصت به، بأن تقسّم فلسطين ثلاثة أقسام متميزة: عربية، ويهودية، وقطاع القدس تحت الانتداب البريطاني، وعارض عرب فلسطين عمومًا فكرة التقسيم، وأصر العرب على إبقاء فلسطين مستقلة تضمن فيها حقوق الأقليات».